# Skokan tygrovitý
Skokan tygrovitý (Hoplobatrachus tigerinus) je druh žáby z čeledi Dicroglossidae. S velikostí až 16 cm jde o mohutnou žábu, jež se přirozeně vyskytuje v orientální oblasti. 

## Výskyt
Areál výskytu skokana tygrovitého zahrnuje prakticky celé území Indie, Bangladéše a značnou část severního Pákistánu, dále zasahuje i do jižních regionů Nepálu a částečně i do Myanmaru. Nejistý výskyt zahrnuje Afghánistán (Chajbarský průsmyk) a Bhútán. Lidmi introdukované populace se naturalizovaly na některých vzdálených ostrovních stanovištích, konkrétně na Maledivách a Madagaskaru (včetně Nosy Be); na Madagaskaru byli skokani zavlečeni jako zdroj masa, nicméně aktuálně se zde považují za škůdce. Potíže působí i jejich invaze na Andamanách, jež může mít kořeny v souvislosti se zemětřesením z roku 2004 a následnou snahou obnovit místní rybí chovy pomocí pevninských rybích populací.
Přirozeným prostředím skokanů tygrovitých jsou mokřadní stanoviště, vyhýbají se však zalesněným a pobřežním oblastem. Dobře se přizpůsobili životu na rýžových polích, jež jim poskytují podmínky podobné jejich přirozenému biotopu. Preferovaná nadmořská výška činí 25 až 800 metrů, v Nepálu však tyto žáby tolerují převýšení až 2 000 metrů.

## Popis
Skokan tygrovitý představuje relativně velký druh žáby, dosahující hmotnosti od zhruba 270 do 770 g. Objevuje se pohlavní dimorfismus, kdy samci dorůstají délky asi 11 cm, zatímco velikost větších samic se může vyšplhat až na 16 cm. Tato žába se vyznačuje zašpičatělým čenichem, podélnými kožními záhyby na hřbetu a mohutnými zadními končetiny s dobře vyvinutými plovacími blánami. Zbarvení kůže se pohybuje v matných odstínech olivově zelené či hnědozelené. Samci v období páření nicméně vynikají jásavě žlutým zbarvením, doplněným o fialový pár rezonančních měchýřků.

## Chování

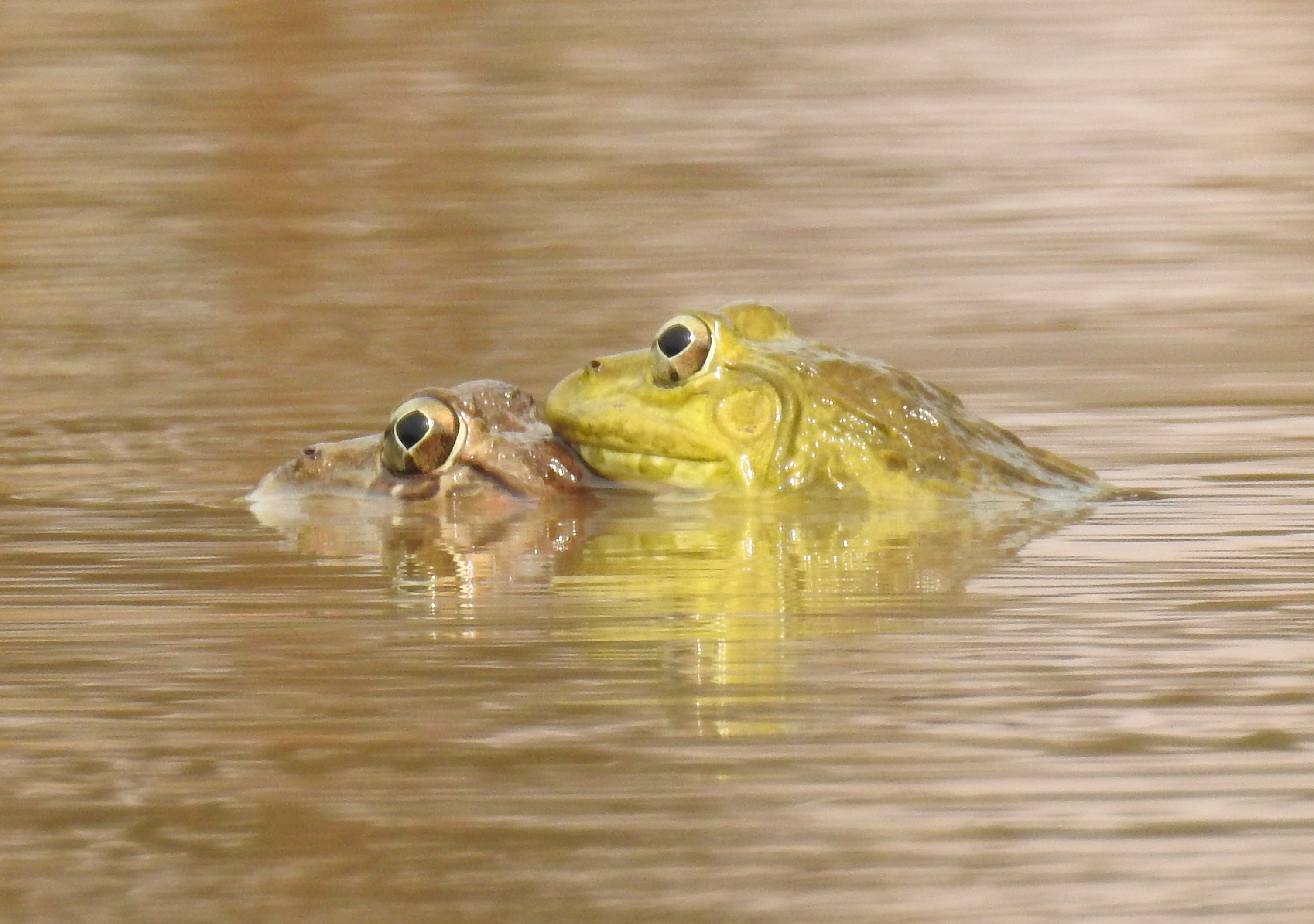
Amplexus

Skokani tygrovití žijí po většinu roku samotářským nočním životem, kdy se zdržují ve vodě, a zvláště pak v příbřežní vegetaci. Během období rozmnožování se pestře vybarvení samci začnou shromažďovat ve stojatých vodách, odkud lákají okolní samice pomocí hlasitého kvákání („cronk, cronk, cronk!“). Páření probíhá pomocí amplexu. Protože jsou samci typicky nahloučeni těsně vedle sebe, často se objevují vzájemné potyčky, kdy se přihlížející samci snaží narušit amplexus svých konkurentů. Úspěšná spáření se proto typicky pojí spíše s klidnějšími místy inkriminovaných vodních ploch. Samice klade několik shluků vajíček, která měří 2,5 až 2,8 mm. Vajíčka jsou uložena v rosolu, přichytávají se na stébla vodní vegetace a následně klesají hlouběji do vody. Pulci měří 40 až 43 mm, jejich svalnatý ocas 23 až 26 mm. Živí se dravě a jde mj. o predátory larev komárů tropických (Aedes aegypti).
Skokan tygrovitý představuje nenasytného predátora, schopného zabít a přemoci i relativně velkou kořist. V jeho jídelníčku se tak neobjevuje pouze hmyz, ale i žížaly, myši, rejsci, jiné žáby, ptáci, či dokonce menší hadi (Lycodon aulicus, Ramphotyphlops braminus, Ptyas mucosa). Potravu si do tlamy pěchuje pomocí svých předních končetin.

## Ohrožení
Mezinárodní svaz ochrany přírody pokládá skokana tygrovitého za málo dotčený druh. Hrozby mohou pramenit z vysoušení mokřadních stanovišť, dlouhodobého sucha a znečišťování. Spíše historicky byli skokani loveni pro mezinárodní trh se žabími stehýnky, vývoz žab z Indie a Bangladéše však od 90. let 20. století podléhá zákonnému zákazu.